# 福島刑務所
福島刑務所（ふくしまけいむしょ）は、法務省矯正局の仙台矯正管区に属する刑務所。

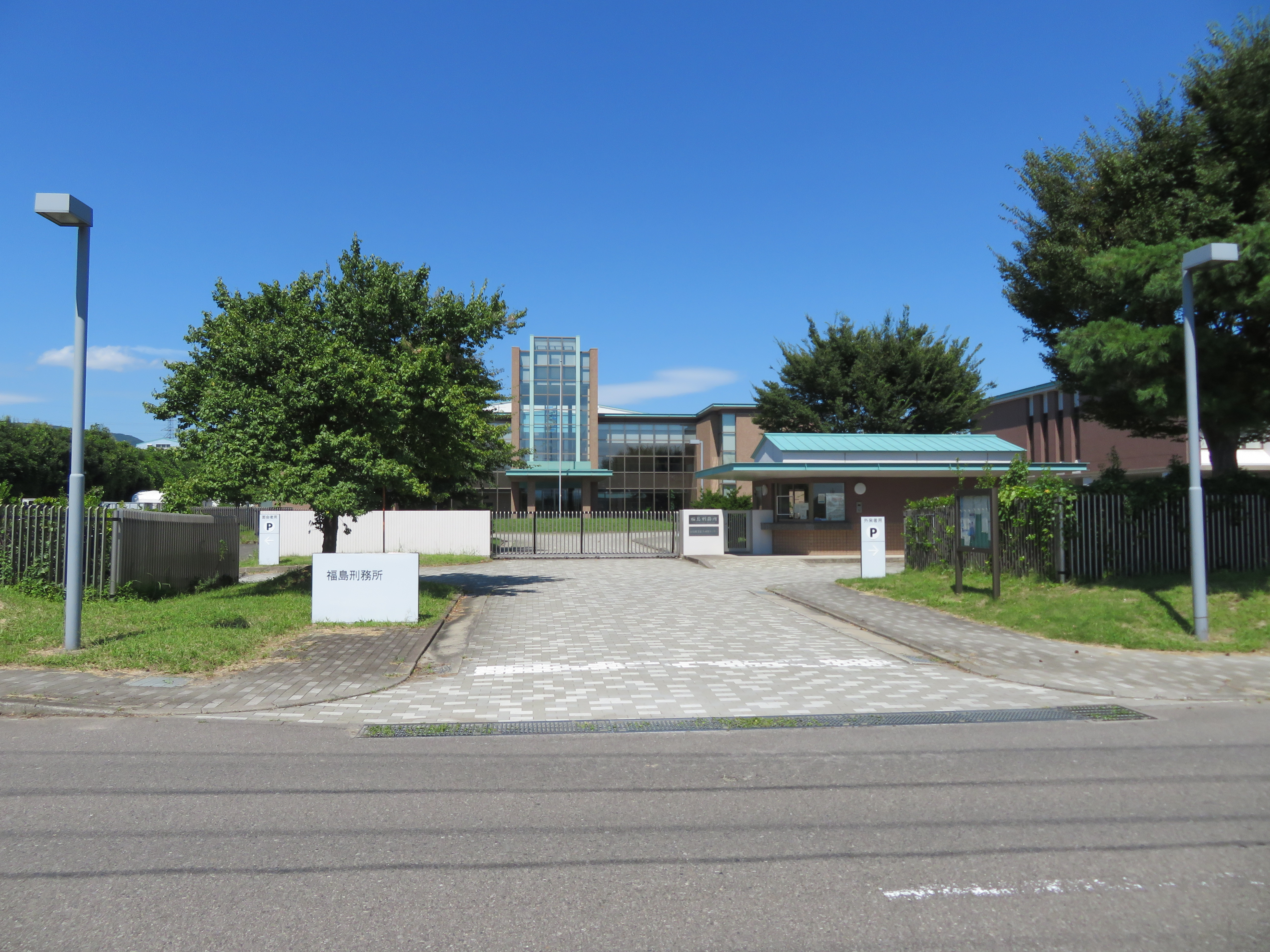
福島刑務所

下部機関として福島刑務支所、会津若松拘置支所、郡山拘置支所、いわき拘置支所、白河拘置支所を持つ。

## 所在地
- 〒960-8254　福島県福島市南沢又上原1
  - JR東日本・阿武隈急行・福島交通福島駅から、福島交通バス乗車で「刑務所前バス停」下車徒歩約2分

## 収容分類級
- 本所はB級、F級
- 福島刑務支所はW級、WF級（女子収容施設）

## 収容定員
- 福島刑務所（本所） 1655人
- 福島刑務支所 500人

## 沿革
- 江戸・藩政期 福島藩が信夫郡腰浜村（現在の福島市腰浜町周辺）に牢屋敷を設置
- 1871年 信夫郡福島町南裏に移転
- 1876年 「福島監獄」と呼称
- 1921年10月 「福島刑務所」と改称
- 1960年11月 現在地に移転。それまでの刑務所は、現在の福島市狐塚（福島税務署・福島地方検察庁付近）にあった。
- 2003年9月 改築工事着工
- 2005年3月 改築工事竣工

## 組織
所長の下に3部1室1課（各支所以外）を持つ。
- 所長（矯正監）
- 総務部（庶務課、会計課、用度課）
- 処遇部（処遇担当、作業担当）
- 分類教育部（教育担当、考査担当、審査・保護担当）
- 国際対策室
- 医務課

## 外観・設備
- 刑務作業所：木工・洋裁・金属工場および紙細工作業所・クリーニング設備など

## 特記事項
- 木工作業：県木である欅を基調にした民芸家具など
- 洋裁作業：浴衣・座椅子カバー等
- 金属作業：電気部品加工・ワイヤー加工

## 所歌
所歌に1960年11月11日の移転の際の落成式で披露された「光に映えて」がある（作詞・小野小太郎、作曲・古関裕而）。当時看守だった小野が発案して作詞を担当し、作曲を古関に依頼した。所歌は長い間使用されていなかったが、2019年に職員が古関の手紙を倉庫で発見し、再び定期的に流されるようになった。